# Паркер Скул (Монтана)
Паркер Скул (енгл. Parker School) насељено је место без административног статуса у америчкој савезној држави Монтана.

## Демографија
По попису из 2010. године број становника је 340, што је 12 (-3,4%) становника мање него 2000. године.
| Група             | 2000.    | 2010.    |
| Белци             | 7 (2,0%) | 2 (0,6%) |
| Афроамериканци    | 0 (0,0%) | 0 (0,0%) |
| Азијати           | 0 (0,0%) | 0 (0,0%) |
| Хиспаноамериканци | 6 (1,7%) | 0 (0,0%) |
| Укупно            | 352      | 340      |